# Кори Когдел
Кори Когдел (Палмер, 2. септембар 1986), је америчка спортисткиња која се такмичи у стрељаштву. На Олимпијским играма у Пекингз у дисциплини трап освојила је бронзану медаљу. Исти успех поновила је осам година касније у Рио де Жанеиру.